# Sophiensäle

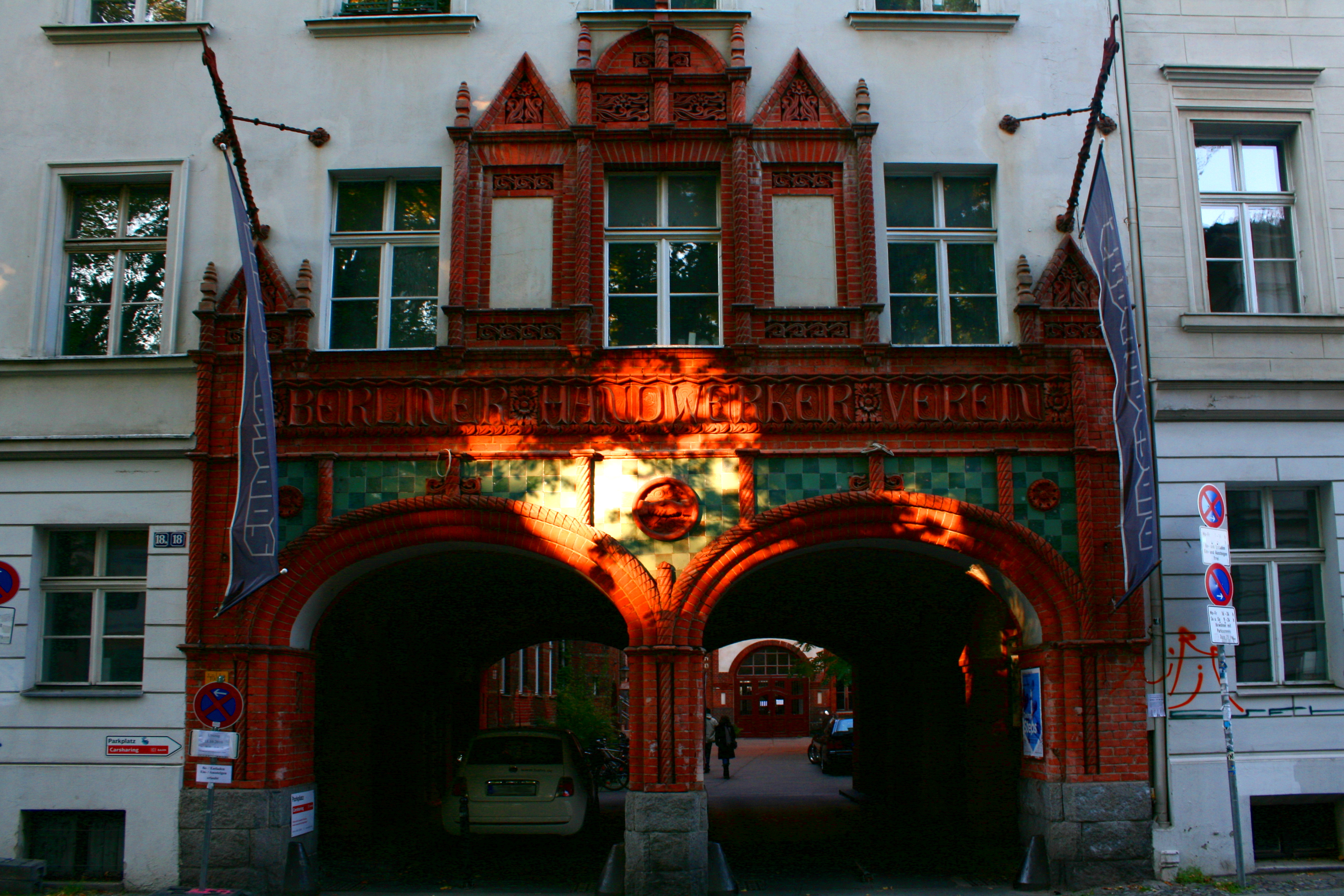
Einfahrtsportal zu den Sophiensälen

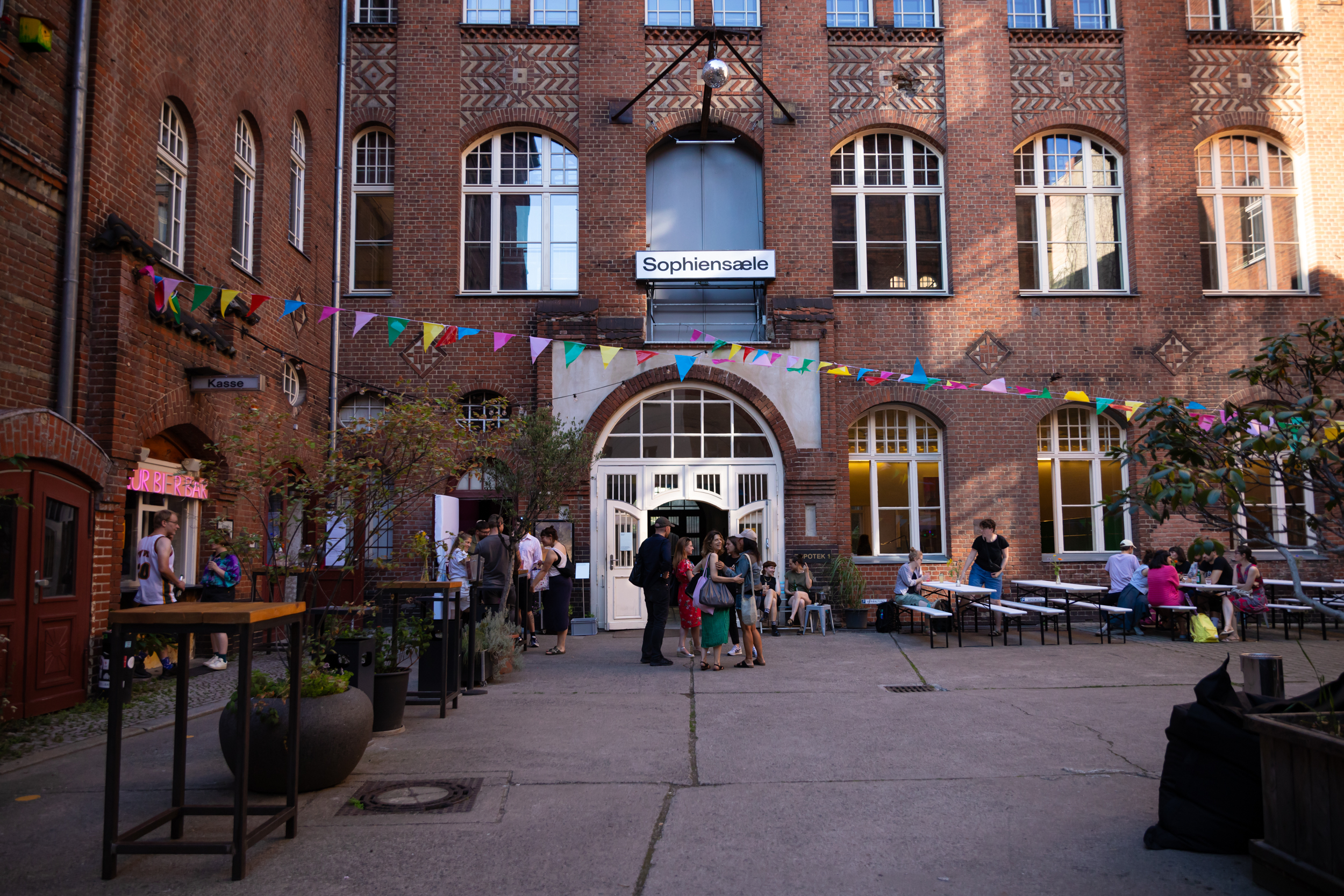
Hofansicht der Sophiensäle 2024

Die Sophiensäle (Eigenschreibweise Sophiensæle) sind eine Produktions- und Spielstätte für freies Theater in Berlin. Sie haben ihren Sitz im früheren Handwerkervereinshaus auf dem Hof der Sophienstraße 18 in Berlin-Mitte. Von 2011 bis 2023 wurde das Theater von Franziska Werner geleitet. Mit der Spielzeit 2023/24 haben Jens Hillje und Andrea Niederbuchner die künstlerische Leitung des Hauses übernommen, gemeinsam mit der langjährigen Geschäftsführerin Kerstin Müller.

## Geschichte
Zur Geschichte des Gebäudes siehe Handwerkervereinshaus.
Die Produktionsstätte wurde 1996 von Sasha Waltz, Jochen Sandig, Jo Fabian, Holger Zebu Kluth und Dirk Cieslak gegründet. Die Sophiensäle wurden als GbR begründet und später in eine GmbH umgewandelt.
Die ersten Aufführungen fanden 1996 mit dem Stück Durchgehend geöffnet von Dirk Cieslak und Armin Dallapiccola statt. Die offizielle Eröffnung der Sophiensäle folgte am 26. September 1996 mit der Uraufführung von Sasha Waltz’ Produktion Allee der Kosmonauten.
Bis 1999 führten Sasha Waltz & Guests alle ihre produzierten Stücke in den Sophiensälen auf. Danach wurde Amelie Deuflhard Geschäftsführerin und künstlerische Leiterin der Sophiensäle. Von 2007 bis 2010 war Heike Albrecht künstlerische Leiterin und Geschäftsführerin, letzteres zusammen mit der Kaufmännischen Leitung Kerstin Müller. 2011 übernahmen Ilka Seifert, Bettina Sluzalek und Franziska Werner die künstlerische Leitung der Sophiensäle. Ende 2011 übernahm Franziska Werner die künstlerische Leitung allein.
2011 wurde das Gebäude aus Mitteln der Stiftung Deutsche Klassenlotterie saniert und am 2. Dezember 2011 wiedereröffnet. Bei der Sanierung wurde darauf geachtet, die Atmosphäre des alten Handwerkervereinshauses zu bewahren. Die Sophiensäle bespielen aktuell drei Räumlichkeiten in dem Gebäude: den Festsaal, den Hochzeitssaal und die Kantine.

## Produktions- und Spielstätte
Die Sophiensäle haben sich seit ihrer Gründung 1996 als Produktionsort für freies Theater in Deutschland etabliert. Aktuell zählen sie zu einer der wichtigsten Spielstätten für freies Theater im deutschsprachigen Raum und einer Ankerinstitution für die Freie Szene in Berlin. Künstler aus der lokalen, nationalen und internationalen Szene werden aufgrund ihrer künstlerischen Konzepte eingeladen, ihre Arbeiten hier zu produzieren und zu präsentieren. Die Sophiensäle bilden dabei die Spielstätte und unterstützen bei der Beantragung von Fördergeldern, der Suche von Koproduktionspartnern sowie der Presse- und Öffentlichkeitsarbeit. Teilweise übernehmen sie auch das Produktionsmanagement.

### Programm
Pro Jahr sind in den Sophiensälen rund 90 Produktionen und mehrere Festivals zu sehen. Theater, Tanz, Performance, Musik und diskursive Formate werden gezeigt.
Nachwuchskünstlerinnen wie Angela Alves, Olympia Bukkakis, Olivia Hyunsin Kim, hannsjana, Rita Mazza, Kareth Schaffer oder Ania Nowak produzieren momentan an den Sophiensälen. Mit Künstlern wie Jule Flierl, Laurie Young, Hendrik Quast, Monster Truck, Turbo Pascal, Interrobang, Hauen+Stechen, Clement Layes, Christoph Winkler, Henrike Iglesias, Flinn Works, Sebastian Matthias, Johannes Müller und Philine Rinnert, Vanessa Stern, Simone Dede Ayivi, Liz Rosenfeld und Melanie Jame Wolf verbinden die Sophiensäle längere Partnerschaften. Mit den Künstlern Florentina Holzinger, Thorsten Lensing, und Milo Rau/IIPM waren die Sophiensäle in den letzten Jahren zum Theatertreffen eingeladen. 2017 erhielt das Haus den Theaterpreis des Bundes.
Die Entwicklung neuer Formate, Reihen und Festivals spielt eine wichtige Rolle. Zentral für die Nachwuchsförderung sind die Festivals Tanztage Berlin und die internationale Austausch- und Produktionsplattform Freischwimmen.
Jährliche Themenfestivals komplementieren den Spielplan, wie beispielsweise Save your Soul (2018); Queer Darlings (2019 bis 2023); Das Ost-West-Ding (2019); After Europe (2019); Risk & Resilience (2020) oder Coming of Age (2021)

### Netzwerke
Die Sophiensäle sind Teil eines Netzwerks international orientierter, freier Theaterhäuser. Gemeinsam mit brut Wien, FFT Düsseldorf, Gessnerallee Zürich, HochX München, LOFFT Leipzig, Schwankhalle Bremen und Theater Rampe Stuttgart bilden die Sophiensäle die Produktionsplattform Freischwimmen.
Das Theater ist geschäftsführender Partner des Berliner Netzwerks Making a Difference, das sich für eine selbstbewusste und sichtbare Community von Tänzerinnen, Choreografen und Performenden mit Behinderung in der Berliner Tanzszene einsetzt. Die Sophiensäle sind Mitglied des LAFT - Landesverband freie darstellende Künste Berlin und Teil des jährlich stattfindenden Performing Arts Festival. Außerdem gehören sie zum Netzwerk Tanzraum Berlin.
Darüber hinaus sind die Sophiensäle Spielstätte für Festivals wie das Theatertreffen oder Tanz im August.

### Zugänglichkeit / Barrierefreiheit
Besonderen Stellenwert haben für die Sophiensäle Fragen von Zugänglichkeit und Barrierefreiheit. Laut Eigenaussage verfolgt das Haus eine: „machtkritische(n) Herangehensweise, die sich inhaltlich wie strukturell konsequent Fragen nach der Zugänglichkeit unseres Programms und unserer Räume für Künstler*innen, Publikum und Mitarbeiter*innen widmet. Konstantes Thema unseres Hauses sind deshalb Öffnungs- und Diversifizierungsprozesse“.
In Bezug auf Barrierefreiheit werden mit Angeboten wie Audiobeschreibungen und Tastführungen von Inszenierungen oder Relaxed Performances Menschen mit Behinderung gezielt angesprochen. Im Programm wird versucht Tänzer, Performer, Regisseure und Choreografen mit Behinderung zu fördern, deren Projekte zu produzieren oder in Gastspielen nach Berlin zu bringen. Zugleich sollen nicht-behinderte Künstler für das Thema sensibilisiert werden. Neben dem Projekt Making A Difference, zeugen Festivals und Programmschwerpunkte wie Cripping the Pain oder Cripping the Queer, Queering the Crip in Zusammenarbeit mit dem Schwulen Museum von diesem Engagement.

### Finanzierung
Waltz, Sandig und Deuflhard sind bis heute Gesellschafter der Sophiensaele GmbH. Im Sommer 2010 handelten sie einen neuen Mietvertrag mit dem Eigentümer des Gebäudes aus, der auf 15 Jahre festgelegt ist. Im Rahmen der Konzeptförderung der Berliner Senatskanzlei für Kulturelle Angelegenheiten werden die Sophiensäle von 2011 bis Ende 2014 mit einer jährlichen Summe von 750.000 Euro gefördert. 2014 wurde die Summe aufgrund der gestiegenen Wartungskosten nach der Sanierung auf 1 Million Euro erhöht. Für den Förderzeitraum 2015 bis 2018 wurde eine jährliche Förderung von ca. 1.300.000 Euro beschlossen. Für den Förderzeitraum 2020–2023 konnte die Jahresförderung durch die Senatsverwaltung für Kultur und Europa auf ca. 2.100.000 Euro erhöht werden.